# Jeffrey Pierce (Schauspieler)

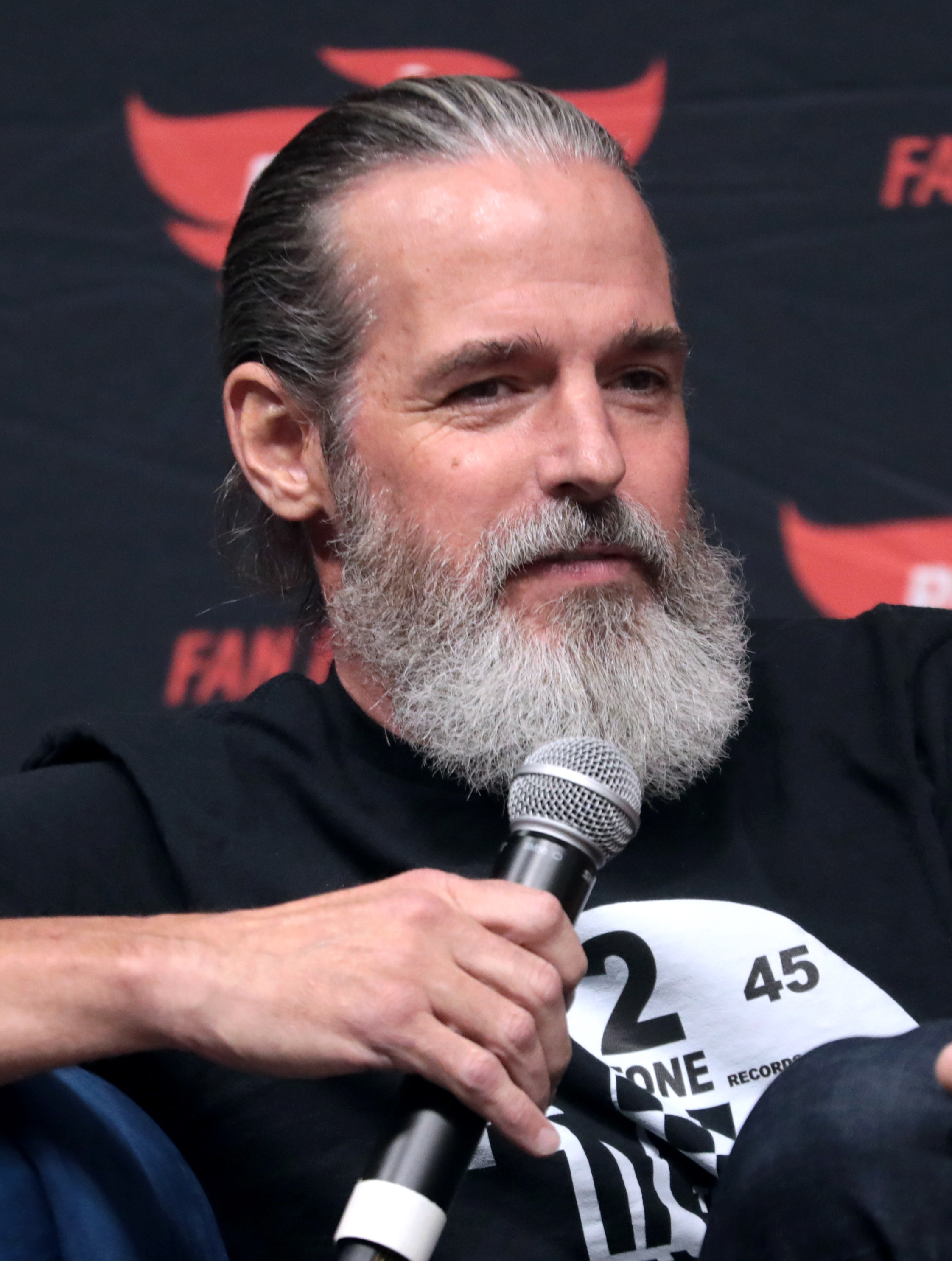
Jeffrey Pierce (2023)

Jeffrey Douglas Pierce (* 13. Dezember 1971 in Denver, Colorado als Jeffrey Douglas Plilt) ist ein US-amerikanischer Schauspieler.

## Leben und Karriere
Jeffrey Pierce stammt aus Denver in Colorado, verbrachte seine Kindheit jedoch in Arlington, Virginia. Seine ersten Schritte im Schauspielgeschäft nahm er bei der American Shakespeary Company, mit der er zwei Jahre lang auf Tour durch die Staaten ging. Darauf folgte eine Engagement bei Shakespeare and Company in Lenox, Massachusetts, und später am Beverly Hills Playhouse in Kalifornien, wo er seitdem lebt und arbeitet.
Seit 1997 ist er in Film und Fernsehen aktiv. Seine erste Rolle vor der Kamera übernahm er in einer Episode von Pacific Blue – Die Strandpolizei. Seitdem war er in einer Vielzahl von Serien in Gastrollen zu sehen, etwa in Profiler, The West Wing – Im Zentrum der Macht, Für alle Fälle Amy, JAG – Im Auftrag der Ehre, Charmed – Zauberhafte Hexen, Crossing Jordan – Pathologin mit Profil, Navy CIS, Life, Criminal Minds, Private Practice, Terminator: The Sarah Connor Chronicles, Castle, Navy CIS: L.A., CSI: Vegas, Nikita, The Night Shift, Justified, Detective Laura Diamond oder Hell’s 9th Circle.
Seine bislang bekannteste Rolle übernahm Pierce 2005 in Charlie Jade, in der er die titelgebende Hauptrolle spielte. Auch in Serien wie Close to Home, The Nine – Die Geiseln, Alcatraz, Cult, The Tomorrow People, Drop Dead Diva oder Bosch war Pierce wiederkehrend zu sehen. Seine Filmauftritte umfassen Produktionen wie S1m0ne, The Foreigner – Der Fremde oder The Double – Eiskaltes Duell.
Neben seiner Schauspieltätigkeit leiht Pierce auch regelmäßig Videospielfiguren seine Stimme bzw. liefert das Bewegungsmodell. Speziell in der Call-of-Duty-Reihe ist er im Original häufiger zu hören. Dazu kommt etwa noch The Last of Us oder Medal of Honor.
Pierce lebt mit seiner Frau Kristin und der gemeinsamen Tochter Betty Jane in Los Angeles. Sein Schaffen umfasst bislang über 60 Produktionen, an denen er beteiligt war.

## Filmografie (Auswahl)
Darsteller
- 1997: Pacific Blue – Die Strandpolizei (Pacific Blue, Fernsehserie, Episode 3x11)
- 1997: Teen-Spirit 2000
- 1998: Profiler (Fernsehserie, Episode 2x14)
- 1998: Houdini – Flirt mit dem Tod (Houdini, Fernsehfilm)
- 1998: Rache nach Plan (Vengeance Unlimited, Fernsehserie, Episode 1x08)
- 2000: Jackie Bouvier Kennedy Onassis (Fernsehfilm)
- 2001: Big Apple (Fernsehserie, 8 Episoden)
- 2002: Random Shooting in L.A.
- 2002: S1m0ne
- 2002: The West Wing – Im Zentrum der Macht (The West Wing, Fernsehserie, Episode 4x05)
- 2002–2003: For the People (Fernsehserie, 9 Episoden)
- 2003: Without a Trace – Spurlos verschwunden (Without a Trace, Fernsehserie, Episode 1x12)
- 2003: The Foreigner – Der Fremde (The Foreigner)
- 2003: Für alle Fälle Amy (Judging Amy, Fernsehserie, Episode 4x15)
- 2003: JAG – Im Auftrag der Ehre (JAG, Fernsehserie, Episode 9x08)
- 2003: Boston Public (Fernsehserie, Episode 4x10)
- 2004: Charmed – Zauberhafte Hexen (Charmed, Fernsehserie, Episode 6x17)
- 2005: Charlie Jade (Fernsehserie, 21 Episoden)
- 2005: Crossing Jordan – Pathologin mit Profil (Crossing Jordan, Fernsehserie, Episode 5x09)
- 2005: Navy CIS (NCIS, Fernsehserie, Episode 3x11)
- 2006–2007: The Nine – Die Geiseln (The Nine, Fernsehserie, 13 Episoden)
- 2007: Close to Home (Fernsehserie, 3 Episoden)
- 2007: Life (Fernsehserie, Episode 1x06)
- 2008: Eli Stone (Fernsehserie, Episode 1x03)
- 2008: Criminal Minds (Fernsehserie, Episode 3x18)
- 2008: Fear Itself (Fernsehserie, Episode 1x01)
- 2008: Private Practice (Fernsehserie, Episode 2x09)
- 2008: Knight Rider (Fernsehserie, 2 Episoden)
- 2009: Terminator: The Sarah Connor Chronicles (Fernsehserie, 2 Episoden)
- 2009: Castle (Fernsehserie, Episode 2x03)
- 2010: Day One (Fernsehfilm)
- 2010: Navy CIS: L.A. (NCIS: L.A., Fernsehserie, Episode 1x12)
- 2010: Alphonso Bow
- 2010: The Space Between
- 2010: Miami Medical (Fernsehserie, Episode 1x11)
- 2011: The Double – Eiskaltes Duell (The Double)
- 2012: CSI: Vegas (CSI: Crime Scene Investigation, Fernsehserie, Episode 12x16)
- 2012: Alcatraz (Fernsehserie, 6 Episoden)
- 2012: Any Day Now
- 2012: Nikita (Fernsehserie, Episode 3x01)
- 2013: Cult (Fernsehserie, 8 Episoden)
- 2013–2014: The Tomorrow People (Fernsehserie, 15 Episoden)
- 2014: The Night Shift (Fernsehserie, Episode 1x03)
- 2014: Drop Dead Diva (Fernsehserie, 4 Episoden)
- 2015: Justified (Fernsehserie, 2 Episoden)
- 2015: Detective Laura Diamond (Fernsehserie, Episode 2x05)
- 2017: Bosch (Fernsehserie, 7 Episoden)
- 2017: Hell’s 9th Circle (Mini-Serie, Episode 1x01)
- 2018: Castle Rock (Fernsehserie, 5 Episoden)
- 2019: Love, Death & Robots (Fernsehserie, eine Episode, Stimme)
- 2019: God Friended Me (Fernsehserie, Episode 1x18)
- 2020: Two Eyes
- 2023: The Last of Us (Fernsehserie, 2 Episoden)

Videospiele
- 2008: The Bourne Conspiracy
- 2009: Prototype
- 2010: Medal of Honor
- 2011: Call of Duty: Modern Warfare 3
- 2012: Medal of Honor: Warfighter
- 2013: The Last of Us
- 2013: Call of Duty: Ghosts
- 2016: Call of Duty: Infinite Warfare
- 2017: Call of Duty: WWII
- 2020: The Last of Us Part II